# بیلی گیلمور
بیلی گیلمور (انگلیسی: Billy Gilmour؛ زادهٔ ۱۱ ژوئن ۲۰۰۱) بازیکن فوتبال اهل بریتانیا است که برای باشگاه ناپولی بازی می‌کند.
وی همچنین در تیم‌های ملی فوتبال زیر ۱۹ سال اسکاتلند، زیر ۲۱ سال اسکاتلند و تیم ملی اسکاتلند بازی کرده‌است.